# Trasmediterránea
Trasmediterránea of Transmed is een Spaanse rederij. Het verzorgt passagiers- en vrachtveerdiensten tussen het Spaanse vasteland en de Canarische Eilanden, de Balearen en Noord-Afrika.

## Geschiedenis
Het bedrijf Trasmediterránea (wat zoveel betekent als "Over de Middellandse Zee") werd opgericht op 26 november 1916 door een fusie van de bedrijven van de reders José Juan Dómine, Vicente Ferrer, Joaquín Tintoré en Enrique García, maar het begon zijn activiteiten pas op 1 januari van het volgende jaar. Het hoofdkantoor was gevestigd in Barcelona en het had een vloot van 45 schepen.
Tijdens de Spaanse Burgeroorlog werden de schepen van Trasmediterránea gebruikt als aanvullende marineschepen door beide partijen in dat conflict.
In 1978 werd het een staatsbedrijf totdat het in 2002 geprivatiseerd werd toen de Partido Popular (PP) de regering vormde. Het werd verkocht aan een consortium van bedrijven met Acciona Logística (60%), Caja de Ahorros del Mediterráneo, Compañía de Remolcadores Ibaizábal, Agrupación Hotelera Dóliga, Suministros Ibiza en Naviera Armas. De naam van het bedrijf veranderde in Acciona-Trasmediterranea.
In 2006 werd 'Euroferrys' overgenomen door de Acciona-groep, in 2010 werd ook de Marokkaanse rederij FerriMaroc overgenomen.
Voor het 100-jarig bestaan van de rederij in 2017 werd een nieuw logo op de schepen aangebracht. De maatschappij ging vanaf dan opnieuw varen onder de oorspronkelijke naam: Trasmediterránea. In oktober van datzelfde jaar werden de aandelen van de Acciona-groep in Trasmediterránea verkocht aan Naviera Armas.
Van 1921 tot aan de liberalisering van 1998 had Trasmediterranea een monopolie op de lijndiensten tussen het vasteland, de Spaanse eilanden en Noordelijk Afrika. Hoewel het bedrijf zijn monopoliepositie kwijtraakte was het ondanks de competitie nog steeds marktleider. Het hoofdkantoor van de rederij is tegenwoordig gevestigd in Madrid.

## Galerij

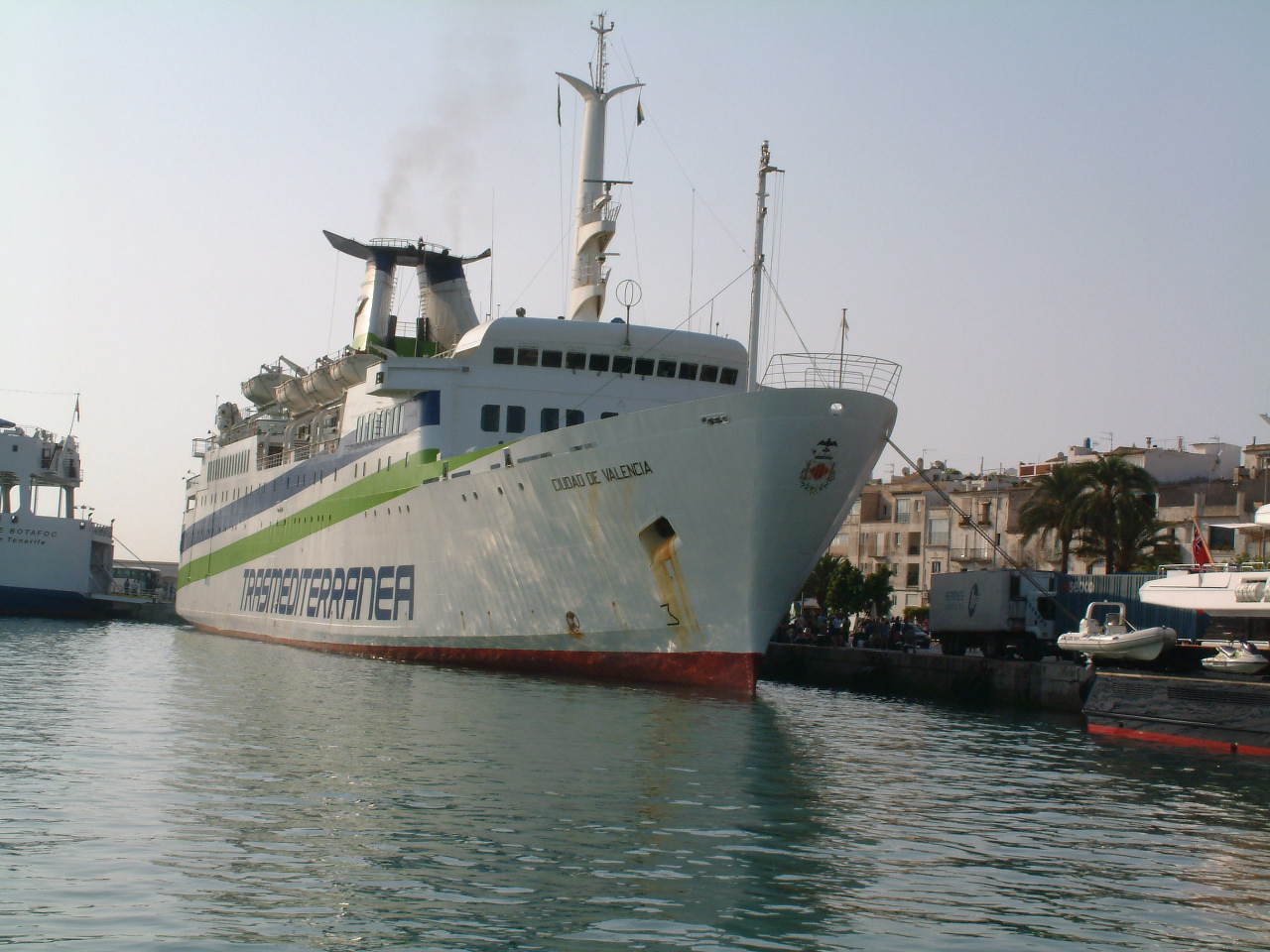
De Ciudad de Valencia in de kleurensamenstelling van voor de privatisering. (2002)
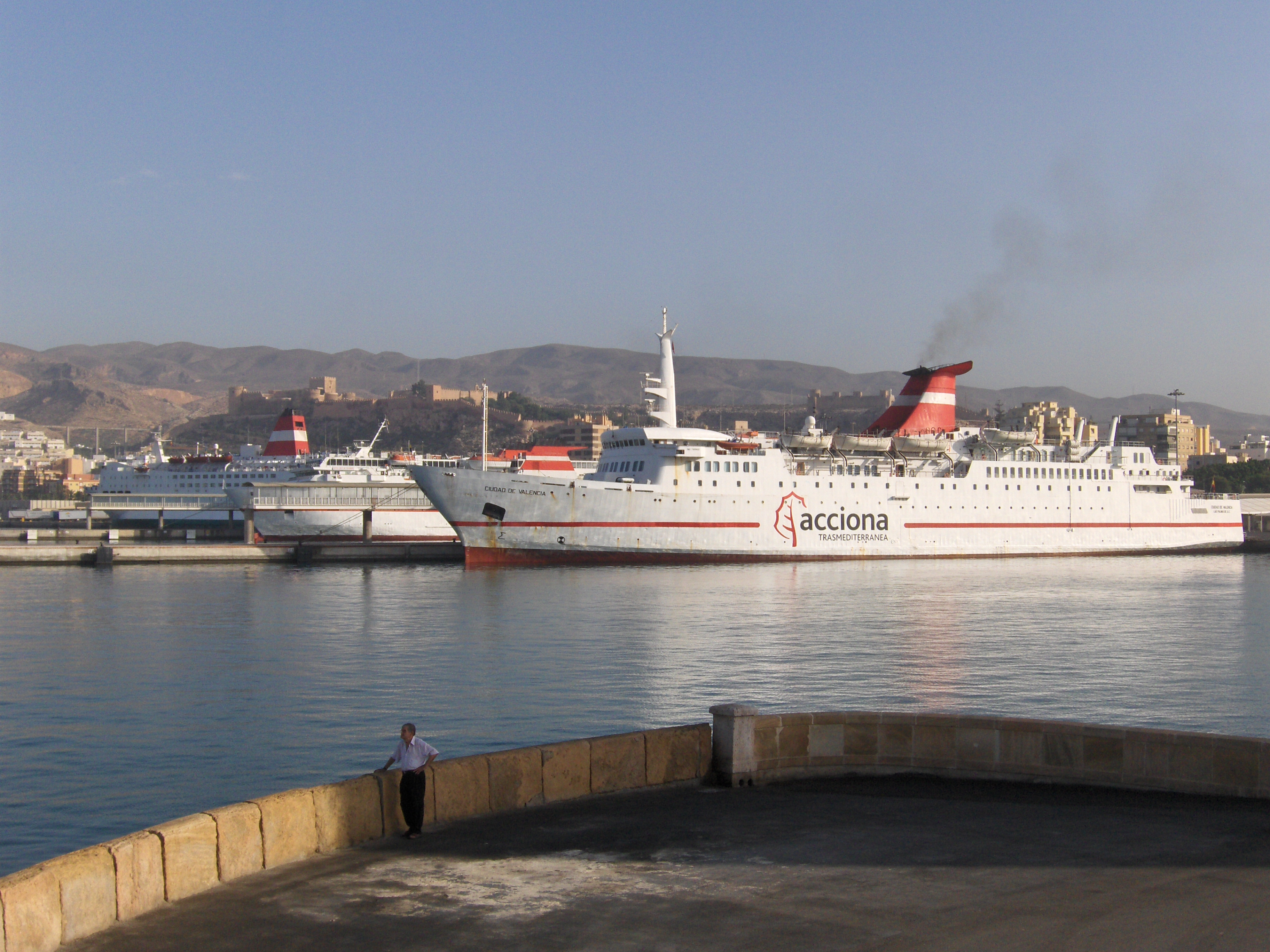
Veerboot van Trasmediterránea in de kleuren van de Acciona-groep. (2008)
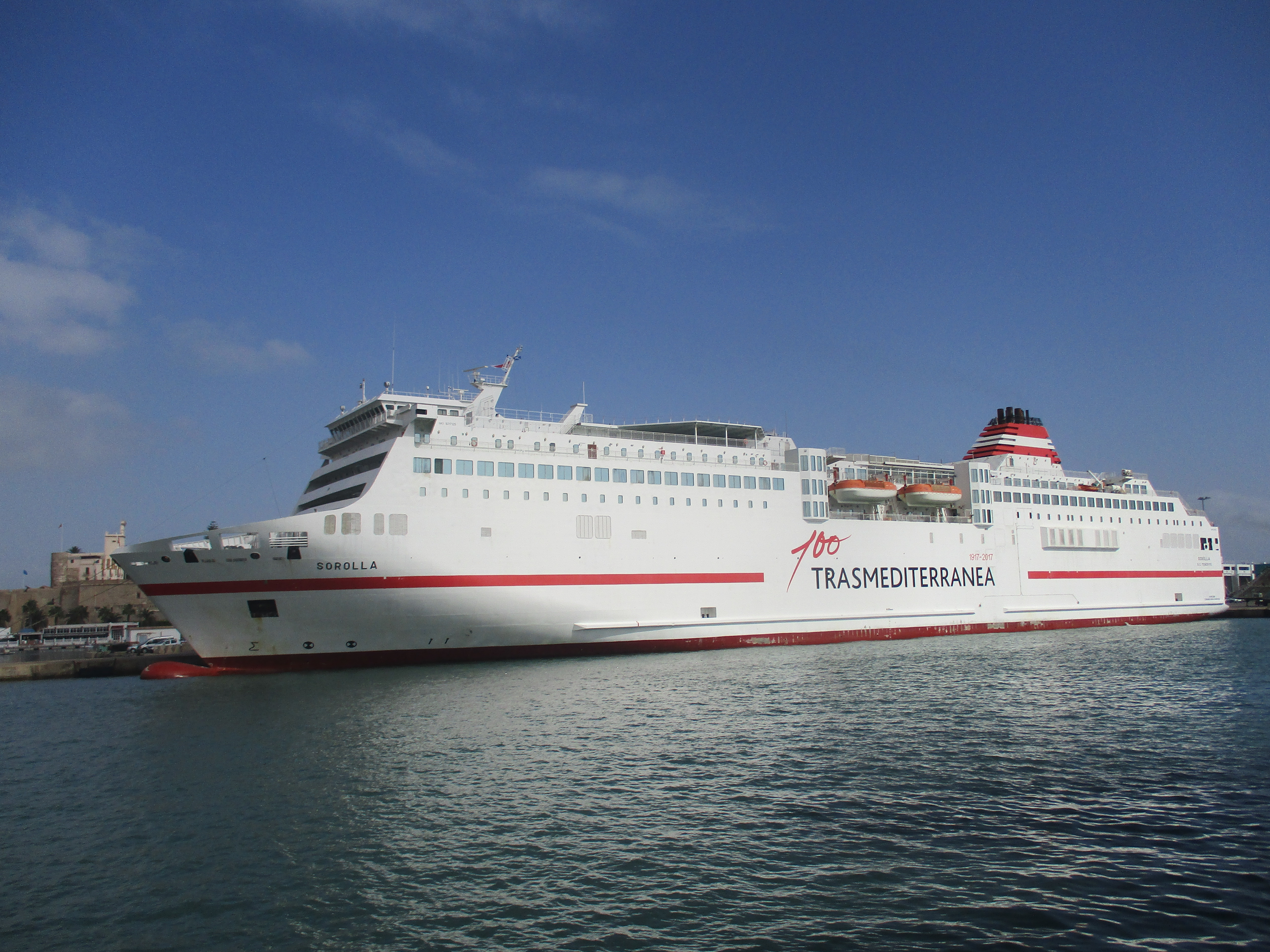
Logo voor het 100-jarig bestaan van de rederij
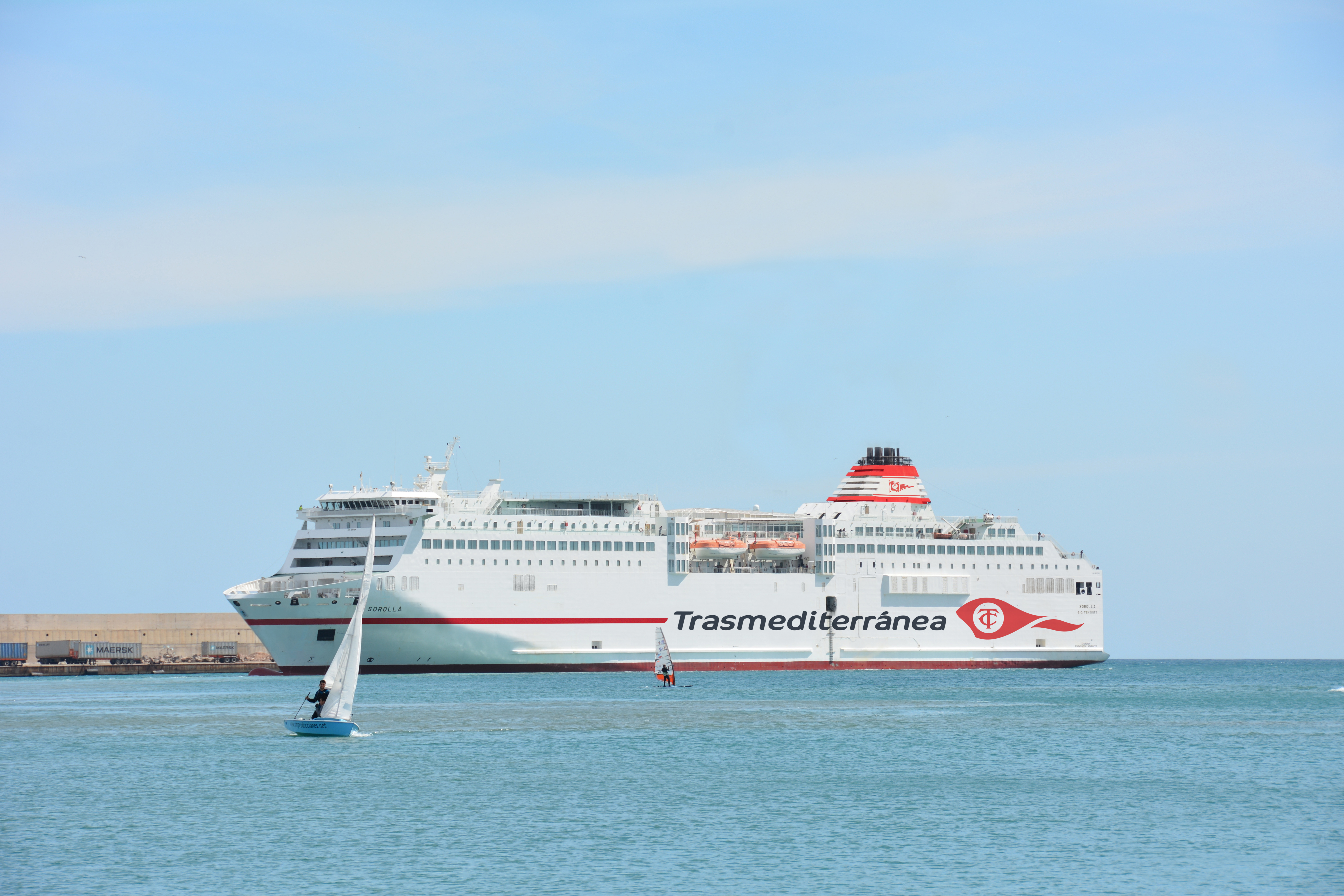
De veerboot 'Sorolla' in de nieuwe kleurenstelling sinds de overname door Naviera Armas. (2018)